# امتداد و شیب

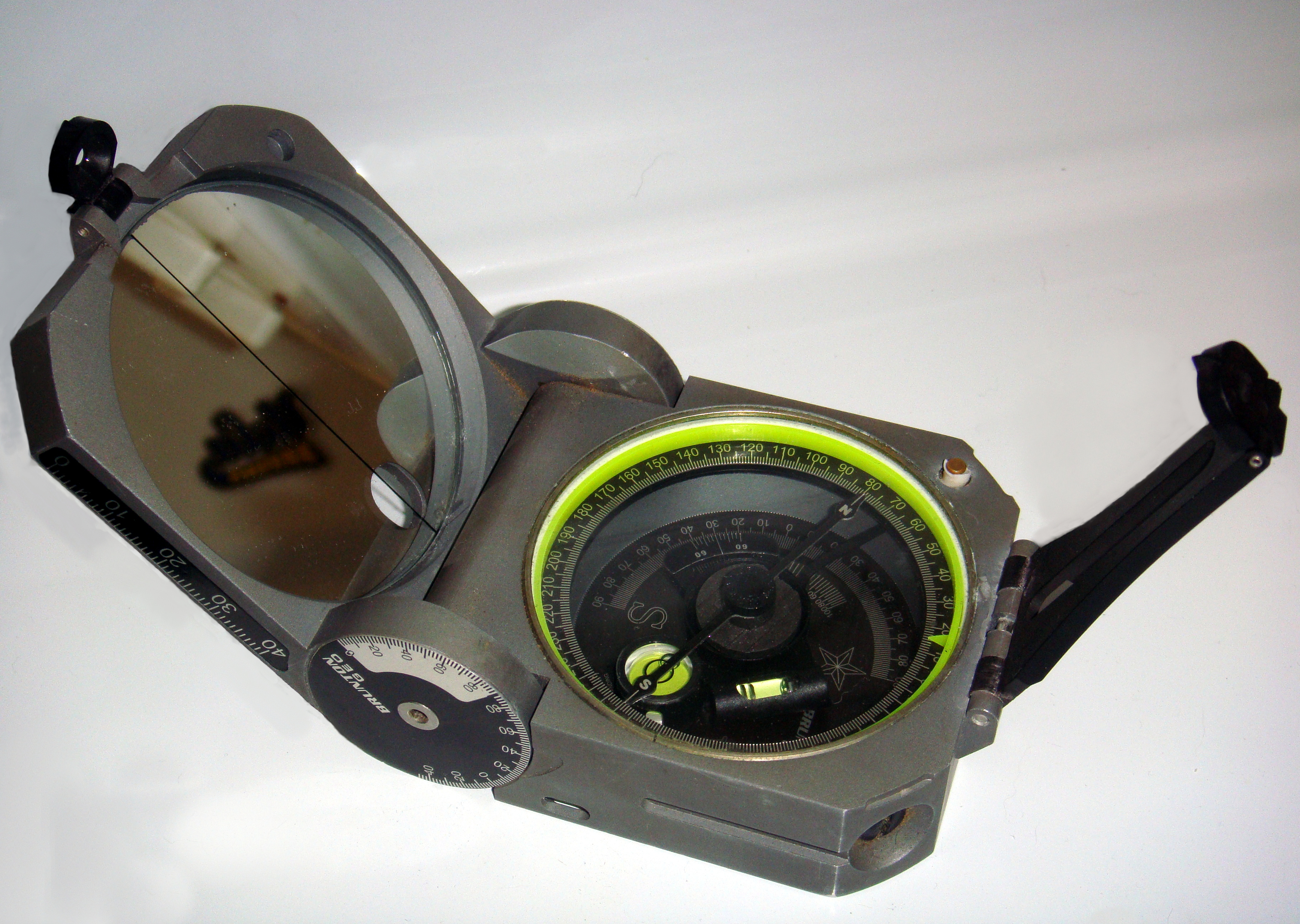
یک «برونتون ژئو» استاندارد که عموماً توسط زمین‌شناسان برای اندازه‌گیری راستا و شیب بکار میرود

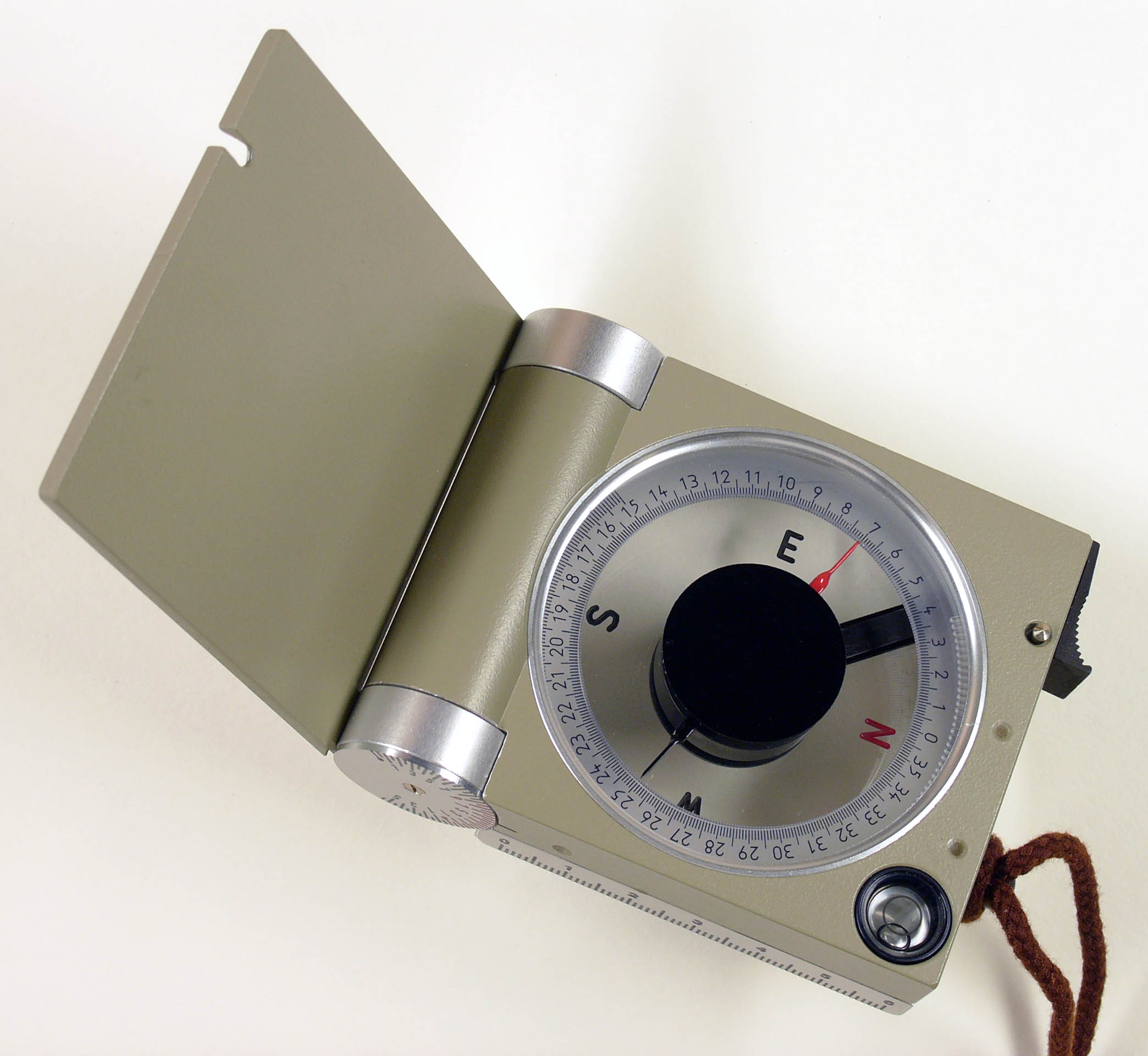
قطب‌نمای Stratum برای اندازه‌گیری شیب و جهت شیب در یک گام

راستا (یا امتداد) و شیب زاویه‌هایی هستند که برای جهت‌یابی عارضه‌های زمین‌شناسی بکار میروند. خط راستای یک بستره، گسل یا دیگر رخساره‌های مسطح، خط تقاطع (هم‌بُر) آن رخساره با صفحهٔ افقی است. خط راستا بر روی نقشه‌های زمین‌شناسی با خطی مقطع نشان داده‌می‌شود. زاویه راستا (به اختصار: راستا یا امتداد) یا به صورت جهت یک‌چهارم در قطب‌نما (مثلاً N25°E) داده‌می‌شود یا بر حسب خاور یا باختر ِ شمال یا جنوب واقعی، یعنی به صورت یک عدد سه رقمی که نشانگر سمت* است. در مورد اخیر معمولاً عدد کوچکتر داده می‌شود، مثلاً راستای N25°E به صورت 025 خواهد شد و نه 205 (۲۵+۱۸۰=۲۰۵). روش دیگر برای نشان دادن مقدار سمت با علامت درجه است، مثلاً °25.
شیب بیشترین زاویهٔ رو به پایین یک رخسارهٔ شیب‌دار نسبت به سطح افقی است و با عددهای °0 تا °90 همراه با یکی از حرفهای N ,S ,E ,W برای جهت تقریبی شیب داده می‌شود. مثلاً 40N یعنی سطح شیب‌دار با سطح افقی ۴۰ درجه زاویه دارد و شیب آن تقریباً رو به شمال است. تکنیک دیگر با یک قرارداد انجام می‌شود و آن این است که همیشه راستا را جوری بدهیم که جهت شیب، ۹۰ درجه به سمت راستِ راستا باشد. در حالت اخیر می‌توان حرف مربوط به جهت شیب (N,S,E,W) را انداخت. نماد نقشهٔ شیب، خطهایی کوتاه هستند که به نماد راستا پیوسته‌اند و با آن زاویه ۹۰ درجه دارند و جهت آن‌ها جهت پایین‌رونده سطح شیب‌دار را نشان می‌دهد. در نقشه‌های زمین‌شناسی مقدار شیب بدون نماد درجه نوشته می‌شود. رخساره‌هایی که شیب ۹۰ درجه دارند یعنی عمودی هستند با نماد شیب در هر دو سوی نماد راستا نشان داده می‌شوند و رخساره‌های افقی (زاویه ۰) مشابه نماد عمودی است ولی با دایره‌ای در پیرامون آن. برای هر دو نماد سطوح عمودی یا افقی، عددی کنار آن‌ها نوشته نمی‌شود چون با نماد می‌توان فهمید که زاویه‌ها ۹۰ یا ۰ درجه هستند.

راستا و شیب بستره‌ها. ۱-راستا، ۲-شیب، ۳-شیب ظاهری و ۴-زاویه شیب

راستا و شیب

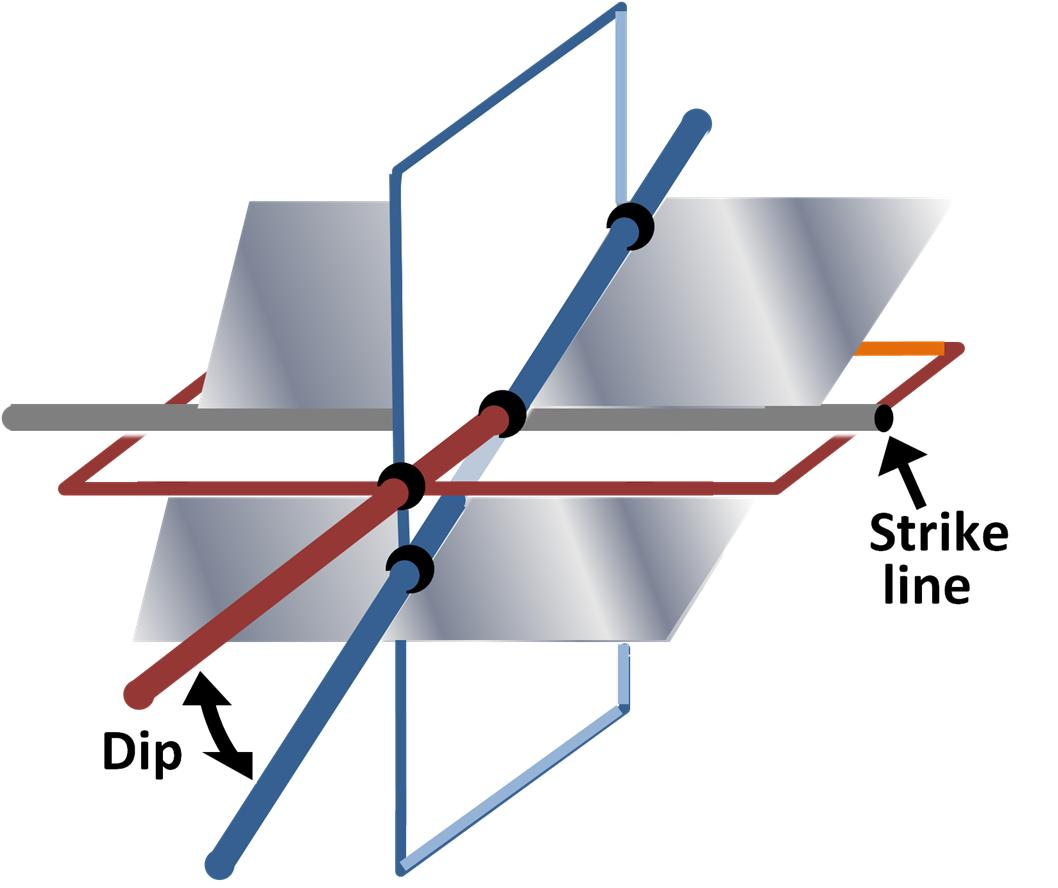
خط راستا و شیب در یک صفحه که نشانگر جهت نسبت به یک سطح افقی و یک سطح عمودی است که بر خط راستا عمود می‌باشد

روش دیگر برای بیان راستا و شیب، استفاده از شیب و جهت شیب است. جهت شیب سمت شیب است که با تصویر کردن روی سطح افقی به‌دست می‌آید و ۹۰ درجه با زاویه راستا تفاوت دارد. برای نمونه یک بستره یا گسل با شیب ۳۰ درجه به سوی جنوب که دارای راستای خاوری-باختری باشد، با روش راستا و شیب به صورت 90°/30° S و با روش شیب و جهت شیب به صورت 30/180 نوشته می‌شود.
راستا و شیب در سر ِ زمین با قطب‌نما و شیب‌سنج یا ترکیب هر دو مثل آن چیزی که در کمپاس برونتون وجود دارد، اندازه‌گیری می‌شود. قطب‌نما-شیب‌سنجهایی که شیب و جهت شیب را باهم (شکل را ببینید) اندازه‌گیری می‌کنند را اغلب "stratum" یا "Klar" می‌نامند. برونتون از نام یک معدن‌چی اهل کلرادو و klar نام یک پروفسور آلمانی هستند.
هر عارضه سطحی را می‌توان به‌وسیلهٔ راستا و شیب نشان داد که شامل بستره‌های رسوبی، گسلها و شکستگیها، کواستاها*، آذرین‌لایه‌ها* و آذرین‌تیغه‌ها* و برگوارگی دگرگونی* می‌شود. رخساره‌های خطی با روش‌های همانندی اندازه‌گیری می‌شوند به این صورت که لخشه با زاویه شیب و روال به جهت شیب مانسته است.
شیب ظاهری* شیب اندازه‌گیری شده در سطحی عمودی است که بر خط راستا عمود نباشد. شیب واقعی را می‌توان با دانستن زاویه راستا و با استفاده از روابط مثلثاتی از شیب ظاهری محاسبه نمود. برای کشیدن مقاطع عرضی زمین‌شناسی زمانی‌که زاویه آن‌ها عمود بر راستا نباشد از شیب ظاهری سود برده می‌شود.

## پانوشت
^  azimuth
^  cuesta
^  sill
^  dike
^  metamorphic foliation
^  apparent dip